# نجم ثنائي

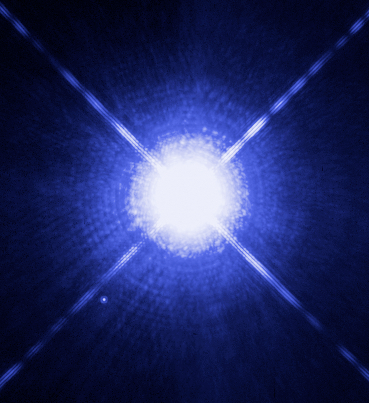
الشعرى اليمانية أ والشعرى اليمانية ب بواسطة تلسكوب هابل

النجم الثنائي هو نظام نجمي يتكون من نجمين يدوران حول مركز الجاذبية بينهما. يُطلق على الأنظمة النجمية المكونة من أكثر من نجمين اسم النظام النجمي المتعدد. تظهر هذه الأنظمة وخاصة عندما تكون شديدة البعد بأنها نقطة ضوئية واحدة وخاصة للعين المجردة ولكنها تظهر على حقيقتها باستخدام طرق الرؤية الأخرى كالنظارات المعظمة أو التلسكوبات. تقترح الأبحاث في القرنين الأخيرين أن نصف وربما أكثر النجوم المرئية في سماء الليل هي جزء من أنظمة نجمية متعددة.
غالبا ما يُستخدم مصطلح النجم المزدوج على أنه مساو لمصطلح النجم الثنائي إلا أن مصطلح النجم المزدوج قد تشير أيضا إلى كون النجم مزدوج ظاهريا فقط. النجوم المزدوجة ظاهريا هي النجوم التي تظهر قريبة جدا من بعضها في سماء الليل من على سطح الأرض وهذا بسبب كونهما على نفس خط الرؤية. إلا أن هذه الظاهرة هي ظاهرة ضوئية فقط حيث أن النجمين بعيدين جدا عن بعضهما البعض ولا يتشاركان أي اتصال فيزيائي. يمكن التفريق بين النجوم الثنائية والنجوم الثنائية ظاهريا فقط عن طريق التزيح والسرعات الشعاعية والحركة الخاصة. معظم النجوم الثنائية لم تُدرس بشكل كاف ودقيق لمعرفة ما إذا كانت ثنائية ظاهريا فقط أم أنها أنظمة ثنائية متصلة عن طريق الجاذبية في نظام نجمي متعدد.
الأنظمة النجمية الثنائية مهمة جدا في الفيزياء الفلكية لأن قياسات مداراتها تسمح بقياس كتلة النجم المرافق لها والذي بدوره يسمح بقياس بعض الخواص النجمية الأخرى مثل القطر والكثافة.
غالبا ما يتم رصد النجوم الثنائية بصريا وفي هذه الحالة يُطلق عليهم نجوم ثنائية بصرية. للعديد من النجوم الثنائية فترات مدارية طويلة للغاية تقدر بعدة قرون أو آلاف السنوات ولذلك فإن مدارها يكون غير محدد بدقة أو غير معلوم. يمكن أيضا رصد النجوم الثنائية بطرق غير مباشرة مثل التحليل الطيفي أو عن طريق علم القياسات الفلكية. إذا حدث ووُجد نجم ثنائي يدور في نفس مستوى خط رؤيتنا فإن مكوناته سوف تتعرض إلى الكسوف مع بعضها البعض ويمكن رصدها عن طريق الاختلاف في الإضاءة أثناء حدوث الكسوف.
إذا كانت مكونات النجم الثنائي قريبة بشكل كاف فإن الجاذبية بينهما يمكن أن تقوم بتشويه الغلاف النجمي المشترك بينهما. في بعض الحالات تقوم النجوم الثنائية بتبادل الكتلة. من أشهر النجوم الثنائية هو الشعرى اليمانية والدجاجة إكس-1. من الشائع أيضا وجود النجوم الثنائية كنواة في قلب العديد من السدم الكوكبية.

## الاكتشاف
تم استخدام مصطلح نجم ثنائي لأول مرة في هذا السياق بواسطة السير ويليام هيرشل في عام 1802 عندما كتب:

رسمة توضح نظام نجم ثنائي

طبقا للتعريف الحديث فإن مصطلح نجم ثنائي ينحصر على أزواج النجوم التي تتكون حول مركز جاذبية مشترك. تُعرف النجوم الثنائية التي يتم فصلها بواسطة التلسكوب باسم النجوم الثنائية البصرية. النجوم المزدوجة هو مصطلح أكثر شمولا ويعني النجوم التي تُرى ثنائية معا في سماء الليل. النجوم المزدوجة قد تكون نجوما ثنائية حقيقية وقد تكون نجوما تبدو كأنها ثنائية على الرغم من وجود مسافات شاسعة بينهما.
منذ اختراع التلسكوب تم اكتشاف العديد من النجوم الثنائية. من أشهر الأمثلة المئزر وسها، وجاما صليب الجنوب. تم رصد المئزر في المغرفة الكبرى في كوكبة الدب الأكبر عن طريق جيوفاني ريكيولي في عام 1650. كما تم رصد نجم جاما في كوكبة صليب الجنوب بواسطة فاذر فونتيناي في عام 1685.
كان جون مايكل هو أول من اقترح أن النجوم الثنائية قد تكون مرتبطة فيزيائيا ببعضها عندما قال في عام 1767 أن فرصة وجود النجوم الثنائية بسبب خط الرؤية فقط هي فرصة ضعيفة. بدأ ويليام هيرشل رصد النجوم الثنائية في عام 1779 وقام لاحقا بنشر كتاب عن 700 نجم ثنائي تقريبا. بحلول عام 1803 كان ويليام قد رصد اختلافات في المواقع النسبية لعدد من النجوم الثنائية على مدار 25 سنة واستنتج أنها لا بد أن تكون نجوما ثنائية. إلا أن أول مدار لنجم ثنائي لم يتم حسابه حتى عام 1827 عندما حسب فيلكس سافاري مدار نجم القفزة الأولى الجنوبية. منذ ذلك الحين تم حساب مدارات العديد من النجوم الثنائية.

## التصنيف

### طرق الرصد
تُصنف النجوم الثنائية إلى أربعة أنواع طبقا لطريقة رصدها بصريا أو طيفيا أو صوريا أو عن طريق التغير في مقدار الوضاءة أو عن طريق التغير في موقع النجم بسبب مرافق آخر غير مرئي. أي نجم ثنائي يمكن أن ينتمي إلى أي من هذه التقسيمات.

#### النجوم الثنائية المرئية

نجم رأس الغول ب يدور حول نجم رأس الغول أ

النجوم الثنائية المرئية هي نجوم ثنائية بينها فصل زاوي كبير كفاية للسماح برصدهم كنجم ثنائي بالتلسكوب أو حتى بواسطة منظار قوي. الاستبانة الزاوية للتلسكوب هي عامل هام في رصد النجوم الثنائية المرئية حيث مع زيادة الاستبانة الزاوية يزداد عدد النجوم الثنائية المرئية التي يمكن رصدها. الوضاءة النسبية للنجمين هو أيضا عامل مهم حيث أن الوضاءة الشديدة لأحد النجمين قد تجعل من الصعب رصد النجم الآخر.
النجم الأكثر وضاءة في النجم الثنائي المرئي هو النجوم الرئيسي والأقل وضاءة هو النجم الثانوي. في بعض الكتب وخاصة القديمة يُشار إلى النجم الأقل وضاءة باسم comes وتعني الرفيق. إذا كان للنجمين نفس الوضاءة يتم القبول بتصميم أو اختيار المكتشف لأيهما أساسي وأيهما ثانوي.

#### النجوم الثنائية الطيفية
أحيانا يكون الدليل الوحيد على وجود النجم الثنائي هو تأثير دوبلر على الضوء الناتج. في هذه الحالات يتكون النجم الثنائي من نجمين حيث خطوط الطيف للضوء الناتج من كل منهما في إزاحة أولا ناحية الأزرق ثم ناحية الأحمر أثناء حركتهما حول مركز الجاذبية المشترك في الفترة المدارية لهما.
في هذه الأنظمة عادة ما تكون المسافة بين النجيمن صغيرة جدا وعادة ما تكون السرعة المدارية مرتفعة جدا. وحيث أن السرعة المحورية يمكن قياسها عن طريق التحليل الطيفي عن طريق ملاحظة تأثير دوبلر للخطوط الطيفية للنجمين لذا يُطلق عليه النجم الثنائي الطيفي. معظم هذه النجوم لا يمكن فصلها مثل النجوم الثنائية المرئية حتى باستخدام أقوى التلسكوبات الموجودة.

#### النجوم الثنائية الكسفية
النجوم الثنائية الكسفية هو نظام نجمي ثنائي حيث يقع مستوى دوران النجمين قريبا جدا من خط النظر للمراقب مما يؤدي إلى حدوث كسوف مشترك. في حالات كون النجمين طيفيين أيضا بالإضافة إلى معرفة مقدار تزيح النظام فإن هذا النجم الثنائي يكون مهما جدا للتحليل النجمي. نجم رأس الغول وهو نظام نجمي ثلاثي في كوكبة حامل رأس الغول يحتوي على أفضل مثال معروف لنجم ثنائي كسفي.

#### النجوم الثنائية غير الكسفية المرصودة بالقياس الضوئي الفلكي
يمكن أيضا رصد النجوم الثنائية غير الكسفية عن طريق القياس الضوئي الفلكي بواسطة ملاحظة تأثير النجوم على بعضها بثلاثة طرق. الطريقة الأولى هي ملاحظة مقدار الضوء الذي يعكسه النجم من رفيقه. الطريقة الثانية هي ملاحظة الاختلافات الضوئية الناتجة عن حدوث تغيرات في شكل النجم بسبب رفيقه. الطريقة الثالثة هي ملاحظة تأثير الحزم النسبية على مقدار النظام النجمي. رصد النجوم الثنائية بهذه الطرق الثلاثة يتطلب قياس ضوئي فلكي شديد الدقة.

#### النجوم الثنائية الفلكية
اكتشف العلماء بعض النجوم التي تبدو كما لو كانت تدور حول جزء فارغ من الفضاء. النجوم الثنائية الفلكية هي النجوم القريبة نسبيا والتي تبدو متمايلة حول نقطة في الفضاء بدول مرافق مرئي. تنطبق نفس الحسابات الرياضية المستخدمة مع النجوم الثنائية الطبيعية على النجوم الثنائية الفلكية لاستنتاج المرافق المفقود. قد يكون المرافق خافتا للغاية فلا نستطيع رصده أو يغطي عليه ضوء المرافق الشديد أو قد يكون جسما لا يبعث أي إشعاع كهرومغناطيسي مثل على سبيل المثال النجم النيوتروني.

### ترتيب النظام
يعتمد تقسيم آخر على المسافة بين النجمين بالنسبة إلى أحجامهما. النجوم الثنائية المنفصلة هي النجوم الثنائية التي يقع كل منهما داخل حيز روش وهو المنطقة التي يكون فيها السحب الجذبوي للنجم نفسه أكبر من مرافقه الآخر. في هذه الحالة لا يؤثر النجمان بشكل كبير على بعضهما كما أنهما يتطوران بشكل منفصل. تنتمي معظم النجوم الثنائية إلى هذا النوع.
النجوم الثنائية شبه المنفصلة هي النجوم الثنائية التي فيها يملأ أحد النجمان حيز روش للنجم الآخر لكن الأخير لا يملأ حيز روش للأول. ينتقل الغاز من سطح النجم الذي يملأ حيز روش إلى النجم الآخر. يسيطر انتقال الكتلة هنا على تطور النظام كاملا. في حالات عديدة يكون الغاز المنقول قرصا مزودا حول النجم.
النجوم الثنائية المتصلة هو نوع من النجوم الثنائية والذي فيه يملأ كل من النجمين حيز روش للنجم الآخر. الجزء الأعلى من الغلاف النجمي يكوّن غلافا مشاركا يحيط بالنجمين. ومع كسر احتكاك الغلافين للحركة المدارية قد يندمج النجمان معا في النهاية. نجم والنجم الأكبر هو مثال لذلك.

## الفترة المدارية
يمكن ان تكون الفترة المدارية أقل من ساعة (نجم AM السلوقيان) أو عدة أيام (نجم الشلياق) وقد تكون أيضا عدة مئات من الآلالف من السنوات (قنطور الأقرب حول رجل القنطور).

### الاختلاف في الفترة
تفسر آلية أبليجيت الاختلافات في الفترات المدارية في بعض النجوم الثنائية الكسفية. فعند دخول نجم من النسق الأساسي في دائرة نشاط، تتعرض الطبقة الخارجية من النجم إلى ميل مغناطيسي يؤدي إلى تغيير في توزيع الزخم الزاوي مما يؤدي إلى تفلح النجم. مدار النجوم في النجم الثنائي مربوط جذبويا للتغير في الشكل مما يؤدي إلى تغير في الفترة.

## روابط خارجية
- مكتبة النجوم الثنائية, في مرصد البحرية الأمريكية
- ianridpath.com: قائمة بأوضح النجوم الثنائية البصرية للهواة
- صور لنجوم ثنائية في Hubblesite.org
- مرصد تشاندرا للأشعة السينية
- النجوم الثنائية على مشروع الدليل المفتوح
- محاكاة لنظام الغول من جامعة نورث كارولينا